# マゴメド・トゥシャエフ

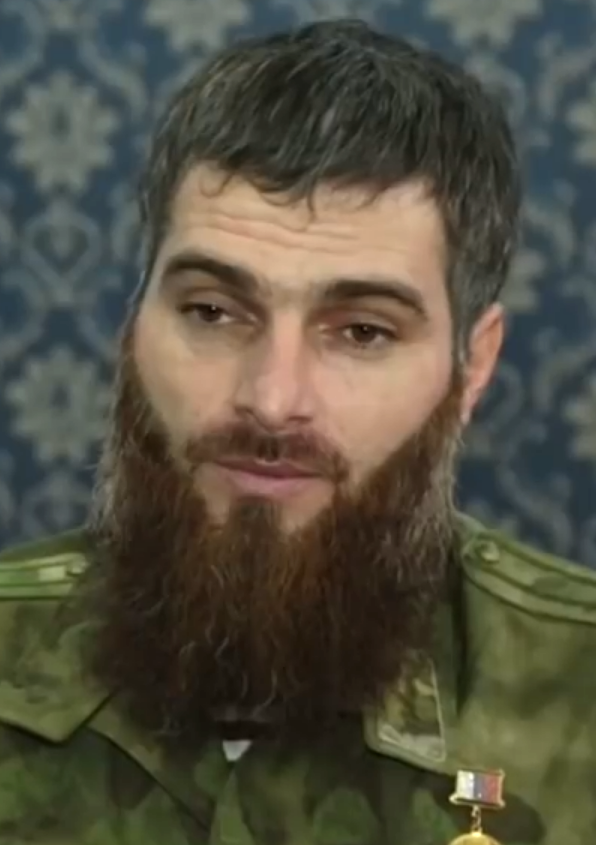
2020年

マゴメド・トゥシャエフ（ロシア語: Магомед Салаудинович Тушаев、チェチェン語: Тушаєв Магомед Салаудинович、1986年2月23日 - ）は、ロシア連邦チェチェン共和国の軍人でチェチェンの首長の補佐役。カディロフツィの指揮を執っていた。

## 経歴
セルノヴォーツクの学校を卒業、マハチカラで金融と法律を学んだ後カディロフツィの一員となり、機動隊および特殊部隊であるSOBRの隊員を経てロシア連邦国家親衛隊の4156部隊の隊長に昇進。2017年12月からはカディロフツィの司令官となった。

## 人物
トゥシャエフはチェチェンにおいてLGBTに対するテロリズムとヘイトクライムを行った者の一人であり、同性愛者と疑われた数十名の男性を拉致しては拷問にかけた。これらの残虐な所業はチェチェンにおいて「反同性愛粛清」と呼ばれた。
2022年ロシアのウクライナ侵攻で指揮を執っていたが、ウクライナ国家親衛隊の兵士によって殺害されたとウクライナの通信社と大統領府により発表された。一方で、チェチェンの指導者であるラムザン・カディロフは彼の生存を主張して事実関係を争っている。5月30日、BBCのロシア支局が生存を確認したと報じられた。